# Чен, Иоланда Евгеньевна (спортсменка)
Иола́нда Евге́ньевна Чен (род. 26 июля 1961, Москва, СССР) — советская и российская легкоатлетка, начинавшая выступать в пятиборье, но затем переключившаяся на прыжки в длину и тройной прыжок. Чемпионка мира в закрытых помещениях 1995 года в тройном прыжке (15,03 м, мировой рекорд). Заслуженный мастер спорта России. Спортивный телекомментатор.

## Биография
Мать — русская. Отец — Евгений Чен, советский спортсмен-легкоатлет — наполовину китаец, внук китайского дипломата и министра иностранных дел в нескольких китайских правительствах 1920-30-х гг. Евгения Чена, дети которого в 1927 году после так называемой Шанхайской резни оказались в СССР. Иоланду назвали в честь двоюродной бабушки по отцовской линии — кинооператора Иоланды Евгеньевны Чен.
Училась в общеобразовательной политехнической школе № 210 (сейчас — ГБОУ «Школа 1570») вместе с певцом Александром Ивановым из группы «Рондо». Изначально занималась фигурным катанием, затем по настоянию отца стала заниматься лёгкой атлетикой.
Была замужем несколько раз. Первый муж — Владимир Трофименко, чемпион Европы по прыжкам с шестом. Второй — Николай Чернецкий, олимпийский чемпион в эстафете 4×400 м.

### Телевидение
После окончания спортивной карьеры Иоланда работает телеведущей спортивных передач, телекомментатором. Свою телевизионную карьеру Чен начала в 1996 году на создававшемся тогда канале СТС при непосредственном участии его тогдашнего спортивного продюсера Василия Кикнадзе. С декабря 1996 по 1997 год работала ведущей программы «Спорт на грани» на этом телеканале. Является первой российской спортсменкой, которая согласилась сняться для обложки русской версии всемирно известного мужского журнала Playboy.
После закрытия программы и изменения концепции вещания на СТС в 1997 году Иоланду Чен приглашает к сотрудничеству спортивный комментатор Анна Дмитриева. После этого Чен стала спортивным комментатором каналов производства «НТВ-Плюс», а также комментатором спортивных программ и ведущей новостей спорта в информационной программе «Сегодня» на телеканале НТВ. Работала комментатором на Олимпийских играх в 2000, 2002, 2004, 2006, 2008, 2012, 2016, 2018, 2021 годах. Среди комментируемых видов спорта были лёгкая атлетика, пулевая и стендовая стрельба.
Вследствие развития события вокруг «дела НТВ» в апреле 2001 года Иоланда Чен покинула спортивную редакцию НТВ вместе со всем основным составом сотрудников телекомпании. С весны 2001 по январь 2002 года — ведущая спортивного блока в программах «Сегодня» и «Сейчас» на телеканале ТВ-6. В феврале 2002 года Иоланда Чен была в числе корреспондентов «НТВ-Плюс», освещавших Зимние Олимпийские игры в американском городе Солт-Лейк-Сити. Являлась ведущей программ «Звёздный вторник» и «Спорт и…» на НТВ-Плюс Спорт.
С июня по конец 2002 года некоторое время снова работала ведущей новостей спорта в программе «Сегодня» на НТВ, откуда ушла по личным причинам. С конца 2002 по июнь 2003 года работала ведущей спортивного блока в информационных программах телеканала ТВС. В 2001—2003 годах также периодически появлялась в качестве ведущей юмористической программы «Тушите свет» на ТВ-6 и ТВС.
После закрытия ТВС продолжила работать спортивным комментатором и ведущей передач на телеканалах собственного производства «НТВ-Плюс». В мае 2004 года состоялся дебют Иоланды Чен как корреспондента программы НТВ «Намедни» — в рубрике программы под названием «Журналист не меняет профессию» был показан её репортаж с операции липосакции. Затем, в августе 2004 года был показан её репортаж о подготовке журналистов к Олимпийским играм в Афинах в рамках эфира информационной программы «Сегодня».
В 2009—2013 годах вместе с Василием Парняковым и Родионом Гатауллиным являлась автором и ведущей информационно-аналитической программы «Королева на Плюсе» на телеканале «НТВ-Плюс Спорт». Также являлась спортивным комментатором русскоязычной версии канала «Евроспорт».
В феврале 2014 года Иоланда Чен провела «Олимпийский канал» из Сочи на канале «Спорт Плюс» в паре с Владимиром Молчановым.
С ноября 2015 года по настоящее время работает комментатором лёгкой атлетики, прыжков на лыжах с трамплина и фигурного катания на телеканале «Матч ТВ». В январе 2016 года вместе с Василием Уткиным, Алексеем Андроновым, Кириллом Дементьевым и другими известными спортивными журналистами и комментаторами была выведена за штат сотрудников канала.